# Velperwaarden
De uiterwaard Velperwaarden is gelegen op de linkeroever van de IJssel bij de dorpen Velp en Rheden in de Nederlandse provincie Gelderland. Het gebied wordt begrensd door Rijksweg 12 in het zuiden, de provinciale weg 348 in het westen en de IJssel in het noorden en oosten.  De uiterwaard is vooral in agrarisch gebruik, veelal in de vorm van veldkavels met gras en akkers van binnendijks gelegen bedrijven. Aan de Lathumse Veerweg bevindt op een terp nog een buitendijkse boerderij: Steenwaard.
Via het gemaal De Volharding loopt de Rozendaalse beek de uiterwaard in om in het noorden uit te monden in de IJssel. Deze beek vormt een bijzondere verbinding voor flora en fauna tussen de uiterwaarden en het binnendijks gelegen landgoed rond het Kasteel Biljoen. Het voormalige stoomgemaal is in 1875 gebouwd ter vervanging van het uit omstreeks 1738 daterende windgemaal. Edoch, deze had een te geringe capaciteit om het Velperbroek droog te malen. Vervolgens werd de stoomaandrijving op haar beurt in 1928 geëlektrificeerd. Thans wordt de waterhuishouding van het Velperbroek sinds 2006 computergestuurd geregeld via een modern elektrisch gemaal. Deze is gelegen naast het oude stoomgemaal.
In het zuidelijke deel, midden in agrarische gebied, beheert Natuurmonumenten sinds 1993 18 ha hooiland (De Durk). Dit terrein herbergt rijke stroomdalflora-relicten op een oude zomerkade met o.a. kleine pimpernel, gulden sleutelbloem en veldsalie. In 2011 heeft Natuurmonumenten met LIFE+-subsidie en bijdragen vanuit de Nationale Postcode Loterij ca. 46 ha in het noordelijk deel van de Velperwaard weten te verwerven. In 2019 is het gebied opnieuw ingericht. De graslanden zijn deels afgeplagd, heggen zijn hersteld en de waterhuishouding in de Velperplasjes is verbeterd. Rondom van de Rozendaalse beek zijn de gronden verlaagd waardoor de beek weer de ruimte heeft gekregen om te meanderen. In de beek zijn drempels aangebracht, zodat het schone water uit de Veluwe langer wordt vastgehouden. Door al deze matregelen zal de natuur gevarieerder en beter beleefbaar worden voor bezoekers.
In het noorden van de Velperwaard bevindt zich ook het voormalige steenfabrieksterrein De Groot. De fabriek is anno 2018 niet meer in gebruik en verkeert in zeer vervallen staat. Het gebied is door hekken afgesloten voor betreding. Het terrein is eigendom van transportbedrijf Rotra. Zij beraden zich nog op de definitieve bestemming van dit terrein.

## Afbeeldingen

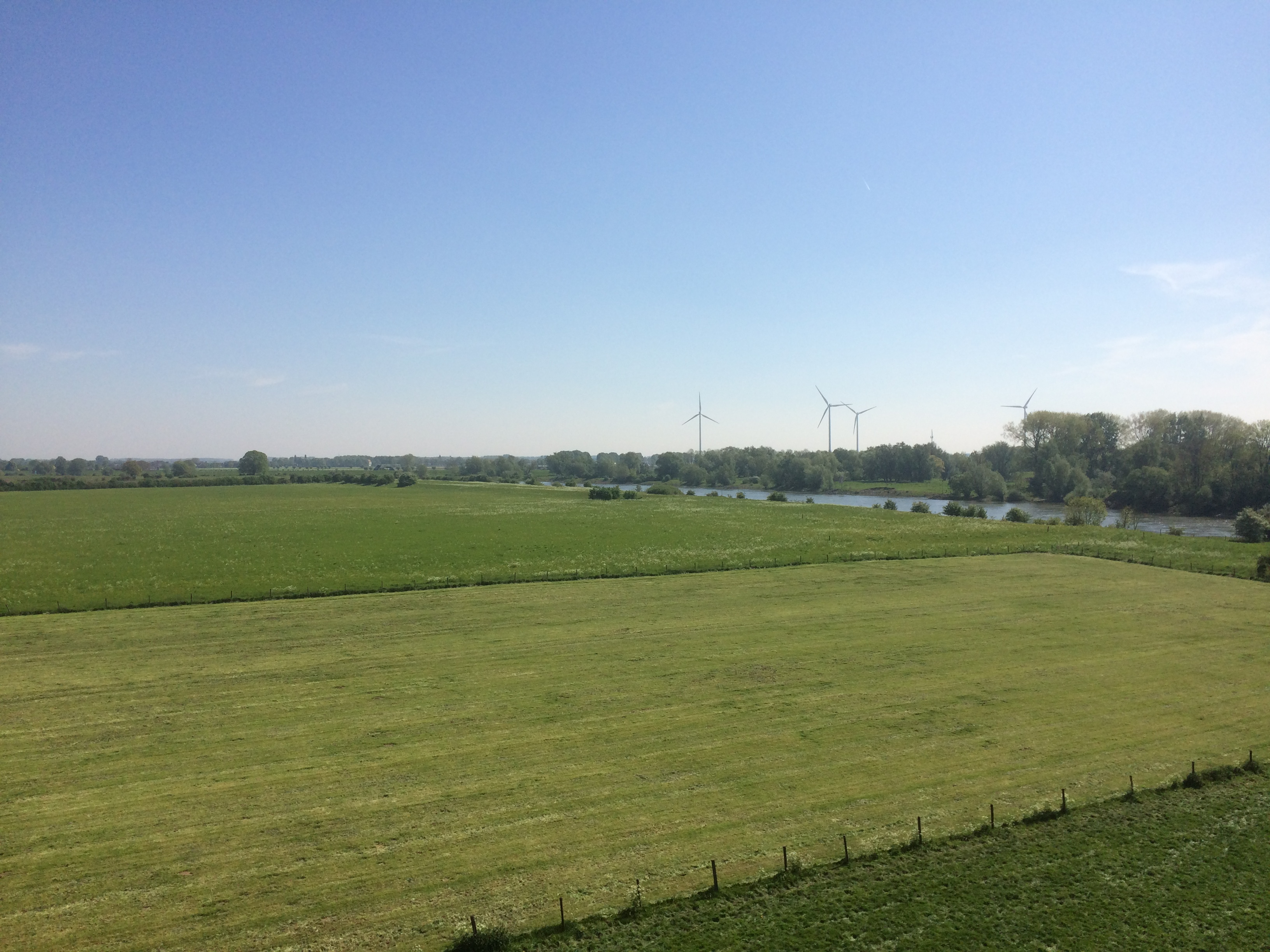
Agrarisch gebied in de Velperwaard vanaf de A12
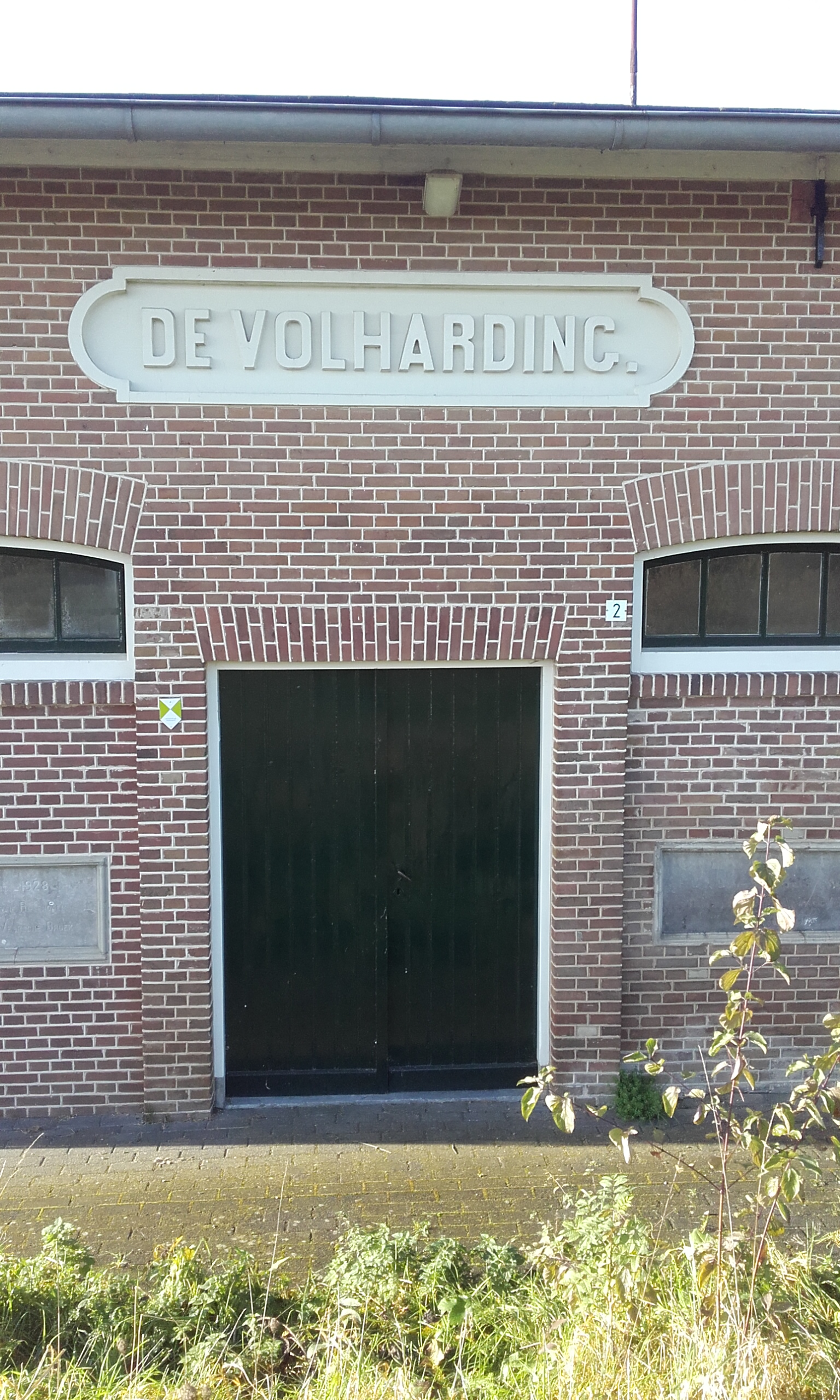
Gemaal de Volharding, bij Velp
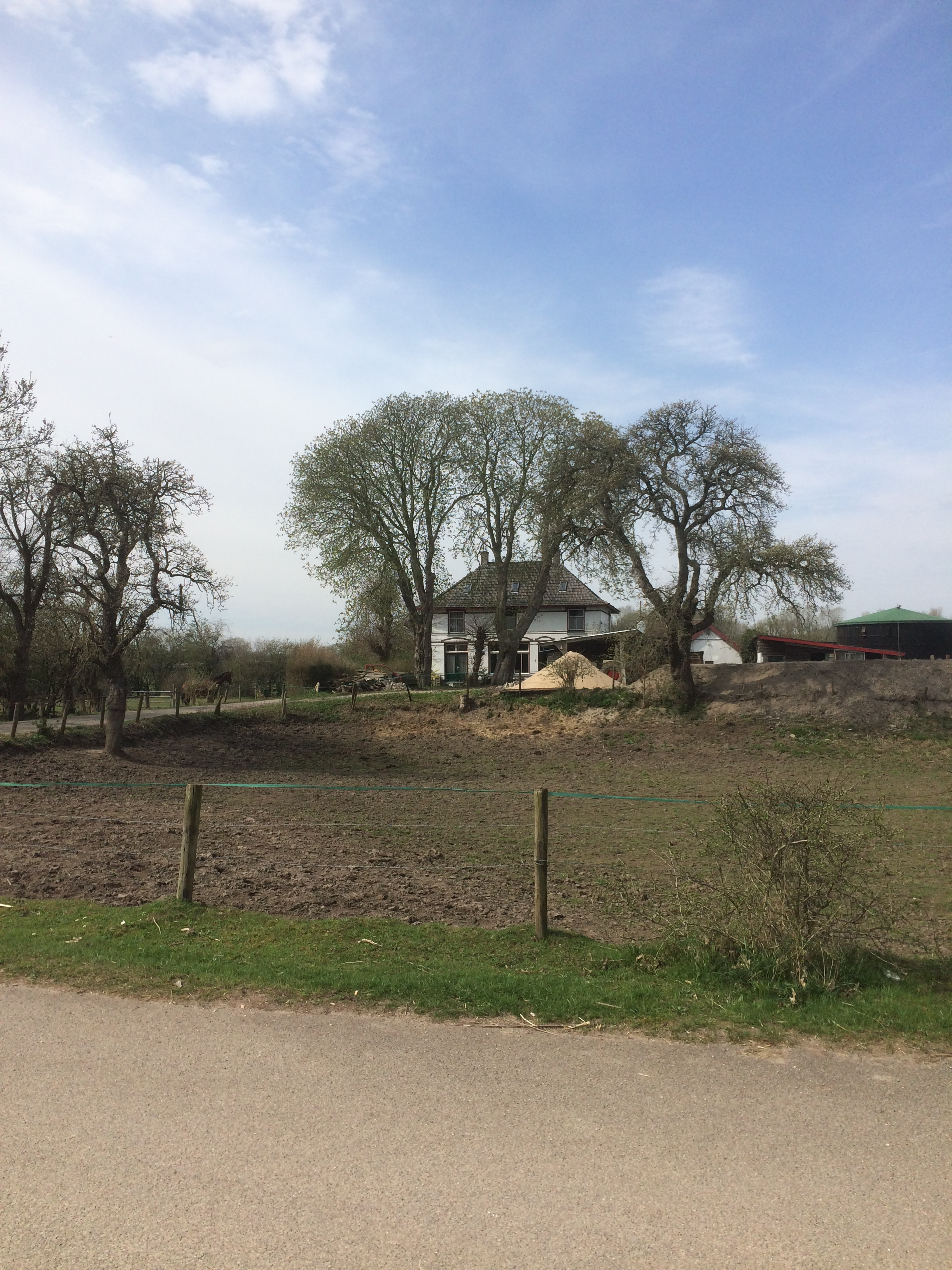
Boerderij Steenwaard aan de Lathumse veerweg Rheden
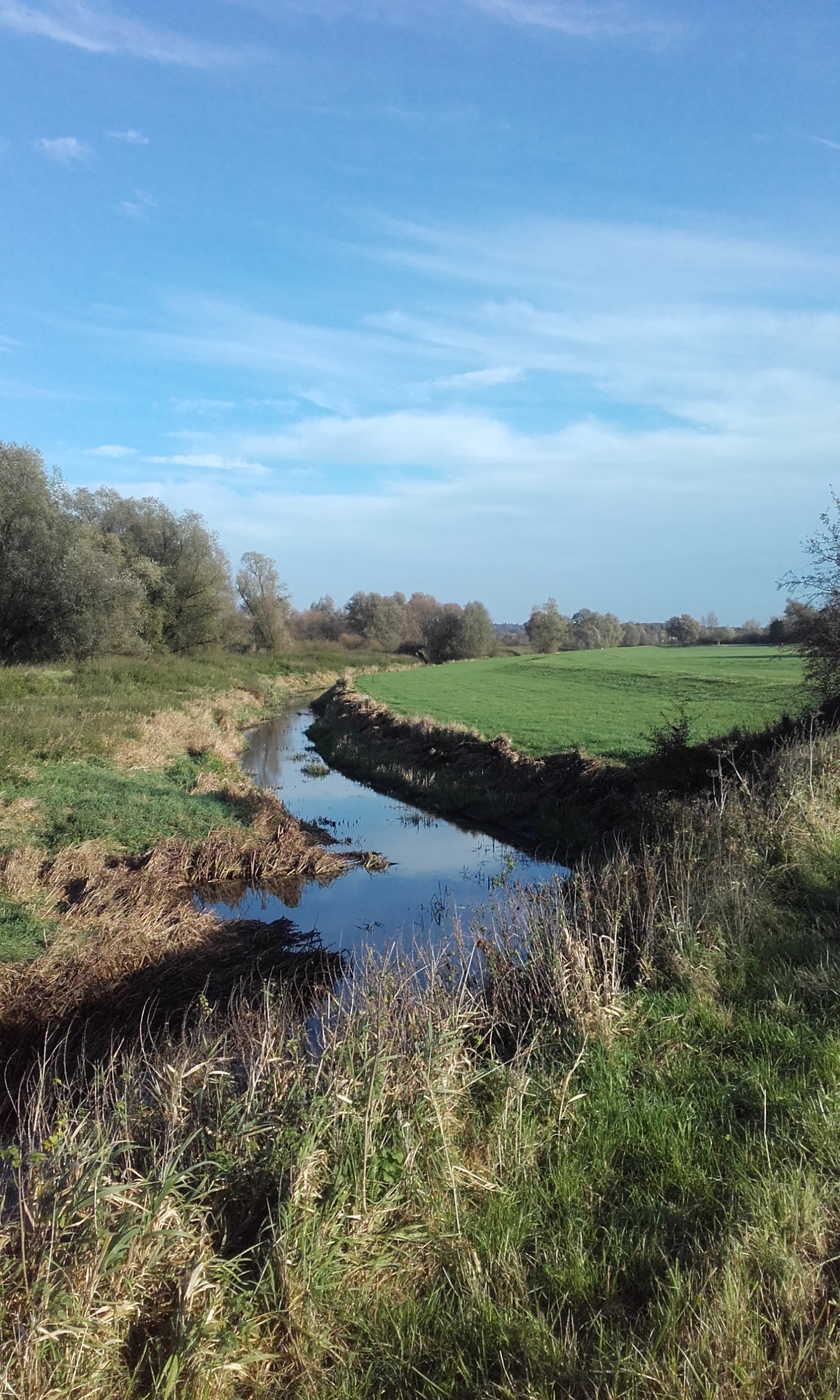
Rozendaalse Beek in de Velperwaard bij Rheden (2017)
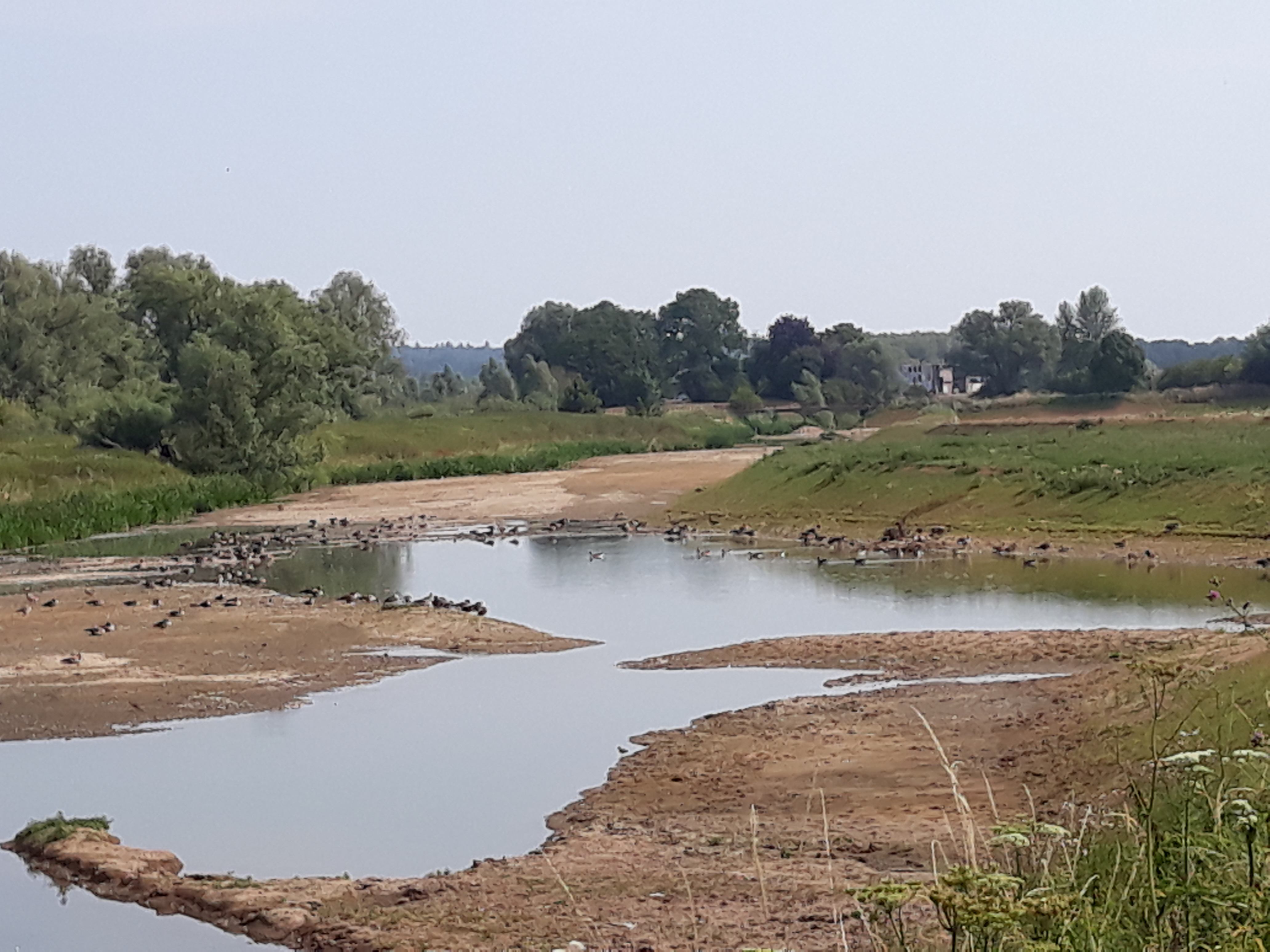
Rozendaalse beek in de Velperwaarden (2019)
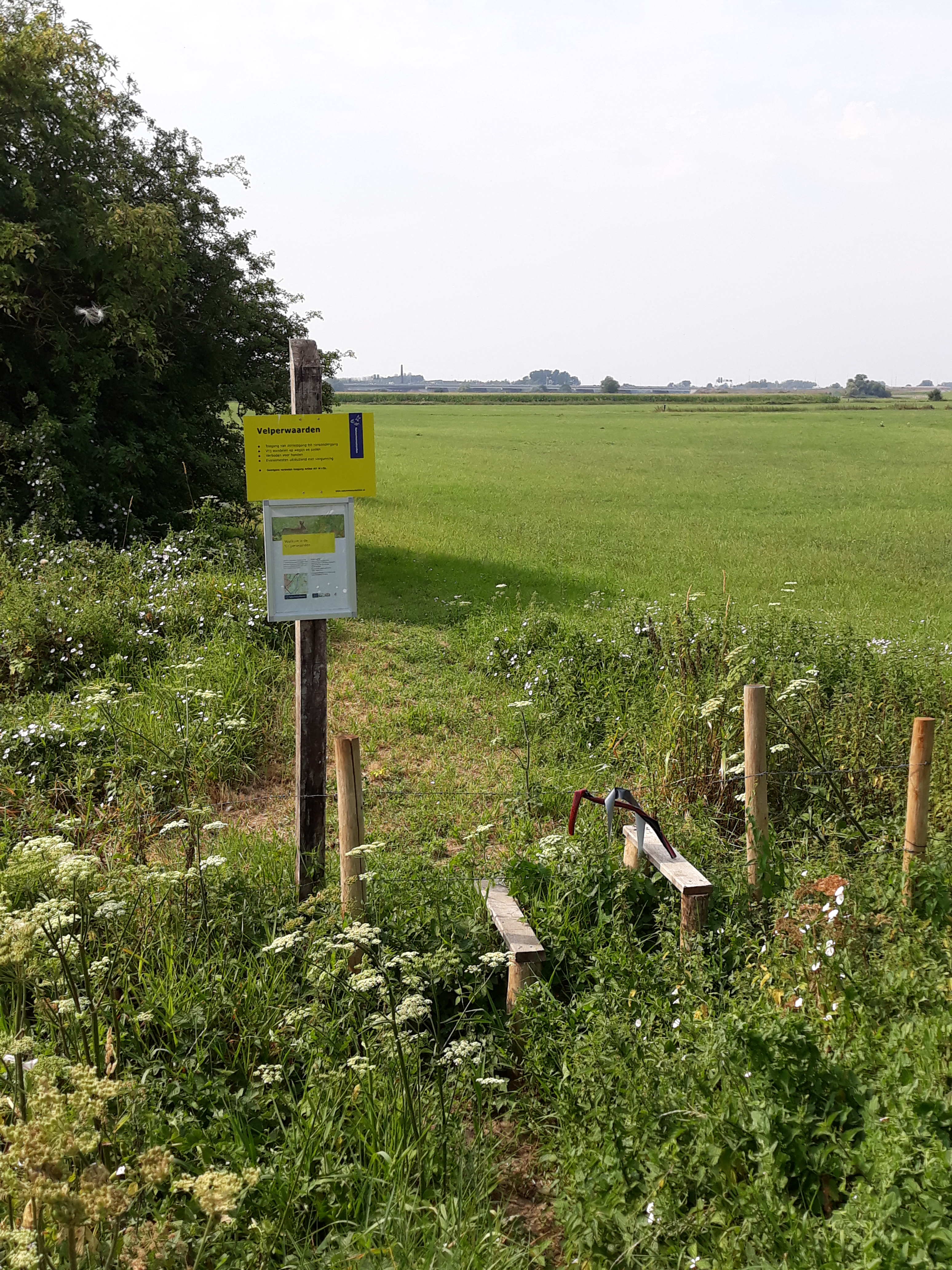
Struinpad door de Velperwaarden (2019)
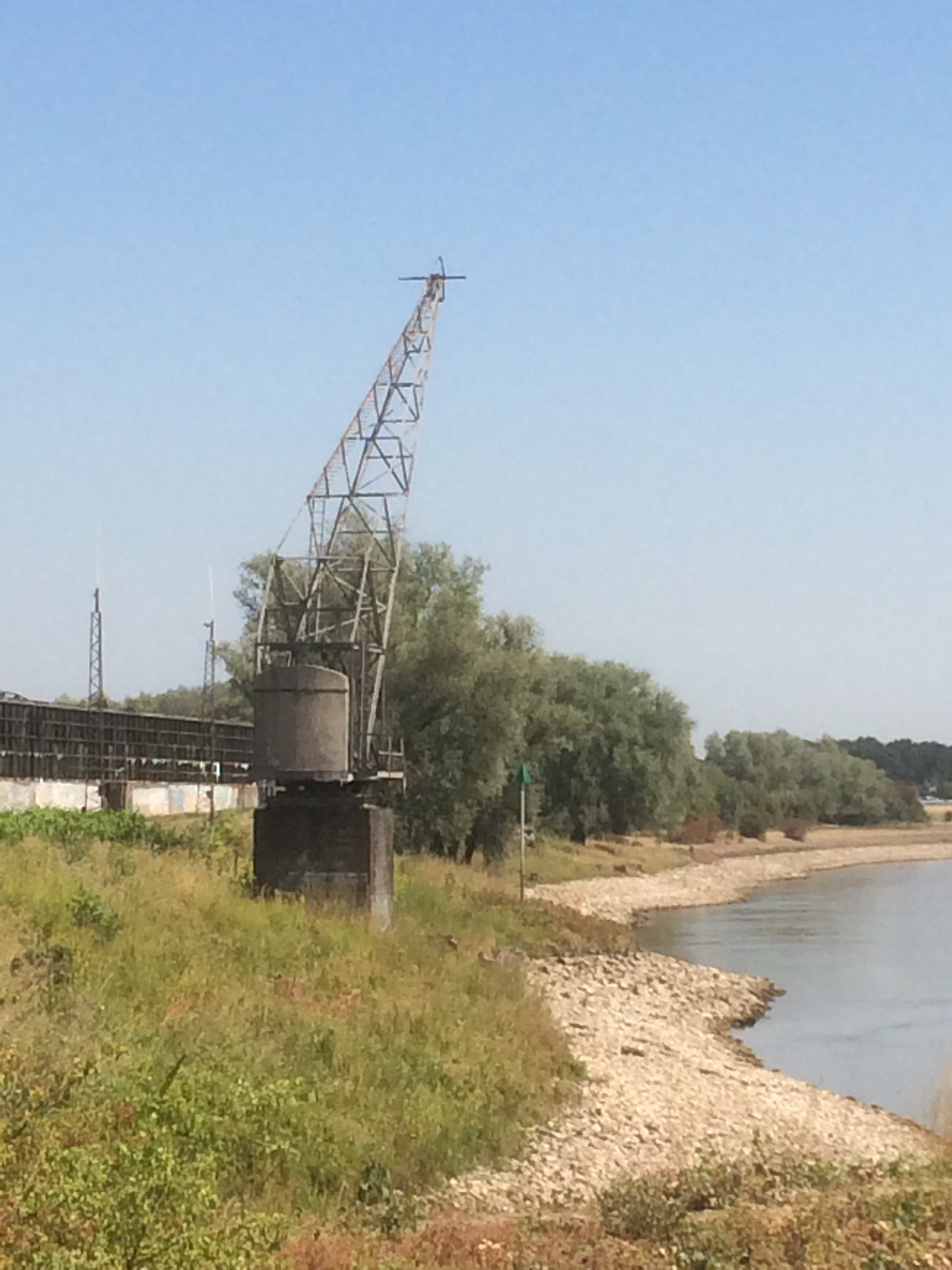
Kraan op voormalig steenfabrieksterrein De Groot bij Rheden